# Tuleta
|  | Per a altres significats, vegeu «Tuleta (Droma)». |

Tuleta és una concentració de població designada pel cens dels Estats Units a l'estat de Texas. Segons el cens del 2000 tenia 292 habitants.

## Demografia
Segons el cens del 2000, Tuleta tenia 292 habitants, 119 habitatges, i 84 famílies. La densitat de població era de 25,2 habitants per km².
Dels 119 habitatges en un 32,8% hi vivien nens de menys de 18 anys, en un 58,8% hi vivien parelles casades, en un 10,1% dones solteres, i en un 28,6% no eren unitats familiars. En el 27,7% dels habitatges hi vivien persones soles el 16,8% de les quals corresponia a persones de 65 anys o més que vivien soles. El nombre mitjà de persones vivint en cada habitatge era de 2,45 i el nombre mitjà de persones que vivien en cada família era de 2,99.
Per edats la població es repartia de la següent manera: un 27,7% tenia menys de 18 anys, un 5,5% entre 18 i 24, un 26,7% entre 25 i 44, un 20,2% de 45 a 60 i un 19,9% 65 anys o més.
L'edat mediana era de 38 anys. Per cada 100 dones de 18 o més anys hi havia 91,8 homes.
La renda mediana per habitatge era de 22.500 $ i la renda mediana per família de 31.250 $. Els homes tenien una renda mediana de 28.750 $ mentre que les dones 13.125 $. La renda per capita de la població era de 15.333 $. Aproximadament l'11,6% de les famílies i el 14,9% de la població estaven per davall del llindar de pobresa.

## Poblacions properes
El següent diagrama mostra les poblacions més properes.